# Лансијери
Лансијери (фр. lanciers, енгл. lancers) су коњаници наоружани копљем у Француској, Великој Британији и још неким земљама, у периоду 19. и почетка 20. вијека. Прво их формира Наполеон 1807. године од Пољака у саставу гардијског пука коњице. Настали су по угледу на пољске улане, пруске бошњаке, и аустријске пандуре. 1815. године већ има 12 пукова лансијера, који су првобитно сматрани лаком а касније средњом (линијском) коњицом.
У француско-пруском рату 1870-71. не постижу никакав успјех против противника наоружаних изолученим пушкама, па се послије рата укидају. У Британији су задржани до Првог свјетског рата. 